# Спіймати, щоб убити
«Спіймати, щоб убити» (англ. Hunt to Kill) — канадський трилер 2010 року.

## Сюжет
Чотири роки тому Джим Родс патрулював кордон Техасу та Мексики. У перестрілці з порушниками загинув його напарник. Джим з дочкою переїжджає в гори Монтани. Життя в горах дозволяє йому удосконалювати свої навички виживання в складних умовах. Однак у цих же місцях з'являється банда, що пограбувала казино.

## У ролях
| Актор            | Роль           |
| ---------------- | -------------- |
| Стів Остін       | Джим Родс      |
| Джил Белловз     | Бенкс          |
| Гері Деніелс     | Дженсен        |
| Марі Авгеропулос | Кім Родос      |
| Ерік Робертс     | Лі Девіс       |
| Емілі Уллерап    | Домініка       |
| Майкл Еклунд     | Гірі           |
| Доннеллі Роудс   | шериф Вестлейк |
| Майкл Гоган      | Лоусон         |
| Адріан Голмс     | Краб           |
| Брент Стейт      | Волт           |
| Дарсі Лорі       | бандит 1       |
| Ллойд Адамс      | бандит 2       |
| Кімані Рей Сміт  | бандит 3       |
| Віктор Формоса   | Дакота         |